# Spiesia caucasica
Spiesia caucasica là một loài thực vật có hoa trong họ Đậu. Loài này được (Regel) Kuntze miêu tả khoa học đầu tiên năm 1891.